# Acaena craspedotricha
Acaena craspedotricha é uma espécie de rosácea do gênero Acaena, pertencente à família Rosaceae.